# Soares
Soares ist als Variante des spanischen Namens Suero ein portugiesischer Familienname.

## Namensträger

### A
- Adérito de Jesus Soares, osttimoresischer Politiker
- Agostinho Soares (* 1990), guinea-bissauischer Fußballspieler
- Alana Soares (* 1964), US-amerikanisches Model und Schauspielerin
- Ana Isabel Soares (* 1966), osttimoresische Politikerin
- André Ricardo Soares (* 1981), brasilianischer Fußballspieler, siehe Andrezinho (Fußballspieler, 1981)
- António Augusto Soares de Passos (1826–1860), portugiesischer Lyriker, siehe Soares de Passos
- Antonio Pinto Soares (1780–1865), costa-ricanischer Präsident
- António Soares Carneiro (1928–2014), portugiesischer General
- António Soares da Silva (1962–2024), osttimoresischer Offizier und Freiheitskämpfer
- António Soares dos Reis (1847–1889), portugiesischer Bildhauer
- Aquiles Freitas Soares, osttimoresischer Freiheitskämpfer
- Armando Zeferino Soares (1920–2007), kap-verdischer Dichter
- Augusto Ramos Soares (* 1986), osttimoresischer Marathonläufer
- Aurélio Soares (* 1974), angolanischer Fußballspieler

### B
- Bernardino Bonaparte Soares († 1975), osttimoresischer Unabhängigkeitsaktivist
- Bruna Beatriz Benites Soares (* 1985), brasilianische Fußballspielerin
- Bruno Soares (* 1982), brasilianischer Tennisspieler
- Bruno Gabriel Soares (* 1988), brasilianischer Fußballspieler

### C
- Carlitos Soares (* 1985), kapverdischer Fußballspieler
- Carlos Adriano de Jesus Soares (1984–2007), brasilianischer Fußballspieler, siehe Alemão (Fußballspieler, 1984)
- Carlos Eduardo Soares (* 1979), brasilianischer Fußballspieler
- Cédric Soares (* 1991), deutsch-portugiesischer Fußballspieler
- Clemerson de Araújo Soares, brasilianischer Fußballspieler

### D
- Daniel da Silva Soares (Dani; * 1982), portugiesischer Fußballspieler
- Danilo Soares (* 1991), brasilianischer Fußballspieler
- David Marques Soares (* 1991), portugiesischer Fußballspieler
- David Motta Soares (* 1997), brasilianischer Balletttänzer
- Diogo Soares (Seefahrer) († um 1553), portugiesischer Söldner, Seefahrer und Pirat
- Diogo Soares (Staatsmann) (1570–1649), portugiesischer Staatssekretär am spanischen Hof
- Diogo Soares (Kartograf) (1684–1748), portugiesischer Kartograf und Jesuit
- Dionísio da Costa Babo Soares, osttimoresischer Politiker, siehe Dionísio Babo
- Delúbio Soares, brasilianischer Politiker
- Domingos Soares (Administrator) (* 1972), osttimoresischer Verwaltungsbeamter
- Domingos de Freitas Soares, Herrscher in Portugiesisch-Timor im 19. Jahrhundert
- Domingos Maria das Dores Soares, indonesischer Regierungspräsident von Dili, Osttimor
- Domingos da Costa Soares, osttimoresischer Offizier der Verteidigungskräfte
- Domingos da Silva Soares (1952–2025), osttimoresischer Priester und Unabhängigkeitsaktivist
- Douglas Augusto Soares Gome (* 1997), brasilianischer Fußballspieler, siehe Douglas Augusto
- Duarte Tilman Soares (* 1974), osttimoresischer Jurist
- Dulce Soares, osttimoresische Politikerin

### E
- Edilson Soares Nobre (* 1965), brasilianischer Geistlicher, römisch-katholischer Bischof von Oeiras
- Edmundo de Macedo Soares e Silva (1901–1989), brasilianischer Brigadegeneral und Politiker
- Eduardo Azevedo Soares (1941–2010), portugiesischer Politiker
- Elza Soares (1930–2022), brasilianische Samba-Sängerin
- Ernesto Soares (* 1979), kapverdischer Fußballtorhüter
- Ervino Soares (* 1999), osttimoresischer Fußballspieler
- Everton Sousa Soares (* 1996), brasilianischer Fußballspieler, siehe Everton (Fußballspieler, 1996)

### F
- Fernando Machado Soares (1930–2014), portugiesischer Fado-Sänger
- Filipe Soares (* 1999), portugiesischer Fußballspieler
- Filomeno Soares (* 1991), osttimoresischer Paralympiateilnehmer
- Francisco Carlos Soares, osttimoresischer Politiker
- Francisco da Costa Soares, osttimoresischer Politiker
- Francisco das Chagas Soares dos Santos (* 1991), brasilianischer Fußballspieler, siehe Tiquinho Soares
- Francisco Lima Soares (* 1964), brasilianischer Geistlicher, Bischof von Carolina

### G
- Gabriel Soares (Politiker) (* 1971), osttimoresischer Politiker
- Gabriel Soares (Ruderer) (* 1997), italienischer Ruderer
- Geílson de Carvalho Soares (* 1984), brasilianischer Fußballspieler
- Geraldo Freire Soares (* 1967), brasilianischer Ordensgeistlicher und römisch-katholischer Bischof
- Guido Diamantino Soares, osttimoresischer Politiker und Freiheitskämpfer

### H
- Harramiz Soares (* 1990), são-toméischer Fußballspieler
- Hiziel de Souza Soares (* 1985), brasilianischer Fußballspieler
- Hugo Alexandre Lopes Soares (* 1983), portugiesischer Rechtsanwalt und Politiker

### I
- Idílio José Soares (1887–1969), brasilianischer Geistlicher, Bischof von Santos
- Isa Soares (Journalistin), eine portugiesische Journalistin und Nachrichtensprecherin bei CNN
- Isa Soares (Tänzerin), eine in Brasilien geborene argentinische Tänzerin und Aktivistin
- Isabel Soares (* 1983), portugiesische Sängerin
- Isabela Soares de Souza (* 1998), brasilianische Schauspielerin und Sängerin siehe Isabela Souza
- Ivone Soares (* 1979), mosambikanische Politikerin (RENAMO) und Journalistin
- Izilda Pereira Soares (* 1958), osttimoresische Politikerin

### J
- Januário Soares, osttimoresischer Politiker
- Jô Soares (1938–2022), brasilianischer Komiker
- João Soares (Kolonialminister), portugiesischer, ehemaliger Priester, Pädagoge, Politiker und Antifaschist
- João Soares (* 1949), portugiesischer Jurist und Politiker, Bürgermeister von Lissabon
- João Soares (Tennisspieler) (* 1951), brasilianischer Tennisspieler
- João Soares de Almeida Filho (* 1954), brasilianischer Fußballspieler, siehe Joãozinho (Fußballspieler, 1954)
- João Anselmo de Almeida Soares, portugiesischer Gouverneur von Portugiesisch-Timor
- João Baena Soares (1931–2023), brasilianischer Politiker und Diplomat
- João Soares Martins (* 1968), osttimoresischer Professor, Mediziner und Politiker
- João Vicente Soares da Veiga (* 1769), portugiesischer Gouverneur von Portugiesisch-Timor
- Joaquim Barros Soares (* 1960), osttimoresischer Politiker
- Joazhifel Soares (* 1991), são-toméischer Fußballspieler
- José Soares (Maler) (1927–1996), portugiesischer Maler
- José Soares (Leichtathlet), brasilianischer Leichtathlet
- José Soares (Politiker, I), osttimoresischer Politiker (Fretilin)
- José Soares Filho (* 1956), brasilianischer Geistlicher, Bischof von Carolina
- José Abílio Osório Soares (1947–2007), indonesisch-osttimoresischer Politiker
- José Carlos Soares (Journalist) (* 1962), portugiesischer Journalist
- José Carlos Soares (Fußballspieler) (1963–2018), brasilianischer Fußballspieler
- José da Costa Soares (* 1960), osttimoresischer Offizier und Freiheitskämpfer
- José Estevão Soares (* 1955), osttimoresischer Beamter, Aktivist und Politiker
- José Fernando Osório Soares (1937–1975/1976), osttimoresischer Politiker (Apodeti)
- José Lamartine Soares (1927–1985), brasilianischer Geistlicher, Erzbischof von Maceió
- José Martinho dos Santos Soares, osttimoresischer Beamter
- José Pacheco Soares (* 1970), osttimoresischer Politiker (Fretilin)
- Josefa Álvares Pereira Soares (* 1953), osttimoresische Politikerin
- Josh Soares (* 1982), kanadischer Eishockeyspieler
- Juary Soares (* 1992), guinea-bissauischer Fußballspieler
- Jucinara Thais Soares Paz (* 1993), brasilianische Fußballspielerin
- Júlio César Soares de Espíndola (* 1979), brasilianischer Fußballspieler, siehe Júlio César (Fußballspieler, 1979)

### K
- Kassiano Soares Mendonça (* 1995), brasilianischer Fußballspieler

### L
- Laura Soares Abrantes, osttimoresische Unabhängigkeits- und Frauenaktivistin
- Leonildo Soares (* 1992), são-toméischer Fußballspieler
- Lílis Soares, brasilianische Kamerafrau
- Lincoln Cássio de Souza Soares (Lincoln; * 1979), brasilianischer Fußballspieler, siehe Lincoln (Fußballspieler, 1979)
- Lota de Macedo Soares (1910–1967), brasilianische Architektin
- Louie Soares (* 1985), englisch-barbadischer Fußballspieler
- Luís Soares Barreto (* 1987), osttimoresischer Polizeibeamter
- Luiz Soares Vieira (* 1937), brasilianischer Priester und Erzbischof von Manaus
- Luiz Eduardo Soares (* 1954), brasilianischer Politologe, Schriftsteller und Politiker

### M
- Manoel de Oliveira Soares Filho (* 1965), brasilianischer Geistlicher, Bischof von Palmeira dos Índios
- Manuel Soares dos Reis (1910–1990), portugiesischer Fußballtorhüter
- Manuel Gaspar Soares da Silva (* 1959), osttimoresischer Politiker
- Manuel Salustiano Soares (Mestre Salustiano; 1945–2008), brasilianischer Musiker, Schauspieler und Kunsthandwerker
- Marcelo Soares (* 1982), brasilianischer Fußballspieler
- Marco Soares (* 1984), kapverdischer Fußballspieler
- Marcos Soares (* 1961), brasilianischer Segler
- Maria Dadi Soares Magno, osttimoresische Jugendaktivistin, Mitglied im Staatsrat
- Mariano Bonaparte Soares, osttimoresischer Unabhängigkeitskämpfer
- Mário Soares (1924–2017), portugiesischer Politiker
- Mariquita Soares (* 1974), osttimoresische Politikerin
- Mateus Soares de Azevedo (* 1959), brasilianischer Schriftsteller und Journalist
- Miguel Soares (Liurai), osttimoresischer traditioneller Herrscher von Uma Quic
- Miguel Soares Pinto (1954–2013), Kampfname Camaleão, osttimoresischer Freiheitskämpfer
- Miguel Soares (Politiker), osttimoresischer Politiker
- Miguel Soares (Tennisspieler) (* 1957), portugiesischer Tennisspieler
- Miguel Soares (Bildhauer) (* 1970), portugiesischer Bildhauer
- Miguel Soares (Fußballspieler) (* 1984), osttimoresischer Fußballspieler
- Miguel Soares (Handballspieler), portugiesischer Handballspieler
- Murah Soares (* 1962), brasilianischer Tänzer und Choreograph

### N
- Nani Soares (* 1991), guinea-bissauischer Fußballspieler
- Nathan Júnior Soares de Carvalho (* 1989), brasilianischer Fußballspieler
- Nilo Soares (* 1994), osttimoresischer Fußballspieler
- Núbia Soares (* 1996), brasilianische Leichtathletin

### O
- Odacir Soares Rodrigues (1938–2019), brasilianischer Politiker, Jurist und Journalist

### P
- Paulino Monteiro Soares Babo (* 1962), osttimoresischer Politiker
- Paulo Soares (* 1976), portugiesischer Fußballschiedsrichterassistent
- Pedro Soares (* 1974), portugiesischer Judoka
- Pedro Celestino Silva Soares (* 1987), kap-verdischer Fußballspieler
- Pedro Mota Soares (* 1974), portugiesischer Jurist und Politiker

### R
- Roberto Soares, osttimoresischer Diplomat und Politiker
- Roberto Belo Amaral Soares (* 2002), osttimoresischer Leichtathlet
- Ronaldo Soares Giovanelli (* 1967), brasilianischer Fußballtorhüter, siehe Ronaldo (Fußballspieler, 1967)
- Rosa Bonaparte Soares († 1975), osttimoresische Frauenrechtlerin und Unabhängigkeitsaktivistin
- Rosito Soares, osttimoresischer Fußballspieler
- Rui Soares (* 1993), portugiesischer Squashspieler

### S
- Sabino Soares (1975–2021), osttimoresischer Politiker

- Salvador Soares (Milizionär), osttimoresischer Milizionär
- Salvador Eugénio Soares dos Reis Pires, osttimoresischer Politiker
- Salvador Ximenes Soares, osttimoresisch-indonesischer Politiker
- Sérgio Soares (* 1967), brasilianischer Fußballspieler und -trainer
- Silvino Soares (* 1978), kapverdischer Fußballspieler

### T
- Talíria Petrone Soares (* 1985), siehe Talíria Petrone, brasilianische Politikerin
- Tiquinho Soares (* 1991), brasilianischer Fußballspieler
- Tom Soares (* 1986), englischer Fußballspieler
- Tomás da Costa Soares († 1929), Herrscher von Vemasse und Baucau

### V
- Vinícius Silva Soares (* 1989), brasilianischer Fußballspieler
- Vítor da Conceição Soares, osttimoresischer Hochschullehrer und Politiker
- Vitorino José Pereira Soares (* 1960), portugiesischer Geistlicher und Weihbischof in Porto

### W
- Wenderson Da Silva Soares (* 1992), brasilianischer Fußballspieler, siehe Maranhão (Fußballspieler, 1992)
- William Soares (* 1985), brasilianischer Fußballspieler

### Z
- Ze Soares (* 1983), brasilianischer Fußballspieler